# Catalogue d'étoiles doubles de Winnecke
Le catalogue d'étoiles doubles de Winnecke (en anglais Winnecke Catalogue of Double Stars) est un catalogue astronomique d'étoiles doubles publié par l'astronome allemand Friedrich August Theodor Winnecke le 8 février 1869. Il contient quelques paires bien connues, mais également plusieurs paires inconnues avant cette date qui sont appelées les objets WNC.